# ولتشسي
ولتشسي (بالألمانية: Walchsee) هي بلدية في منطقة كوفشتاين في ولاية تيرول، النمسا.